# Sonnenblume
Die Gewöhnliche Sonnenblume (Helianthus annuus), auch nur Sonnenblume genannt, ist eine Pflanzenart aus der Gattung der Sonnenblumen (Helianthus) in der Familie der Korbblütler (Asteraceae).

## Beschreibung

Längsschnitt durch den Blütenkorb. Auf dem Korb sitzt eine Vielzahl von kleinen Röhrenblüten, siehe Korbblütengewächse
1 Hüllblätter,
2 Zungenblüte,
3 Röhrenblüte,
4 Korbboden.

### Vegetative Merkmale
Die Gewöhnliche Sonnenblume ist eine einjährige, krautige Pflanze, die Wuchshöhen von meist ein bis zwei, seltener drei Metern erreicht. Sie bildet keine Knollen. Der Stängel ist rau behaart.
Die fast alle wechselständigen am Stängel angeordneten Laubblätter sind in Blattstiel und Blattspreite gegliedert. Die einfache Blattspreite ist bei einer Länge von bis 40 Zentimetern und einer Breite von bis zu 35 Zentimetern breit-herzförmig mit gesägtem Rand.

### Generative Merkmale
Die nickenden Blütenkörbe weisen einen Durchmesser von 10 bis 40 Zentimetern auf. Die meist gelben Zungenblüten sind 6 bis 10 Zentimeter lang und die Röhrenblüten sind braun.
Die Chromosomenzahl beträgt 2n = 34.

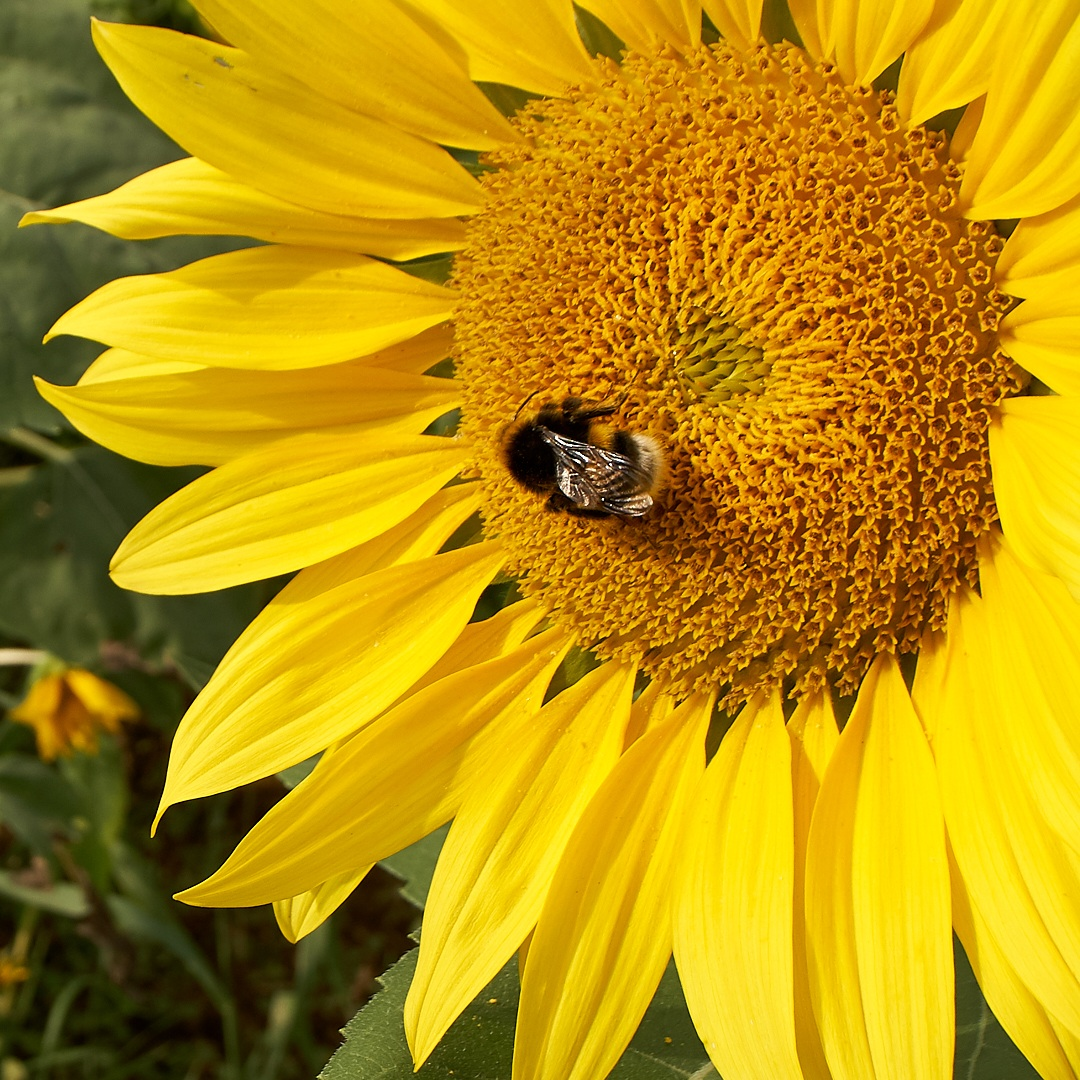
Die Bestäubung der Sonnenblume erfolgt durch verschiedene Insekten, hier durch eine Hummel.

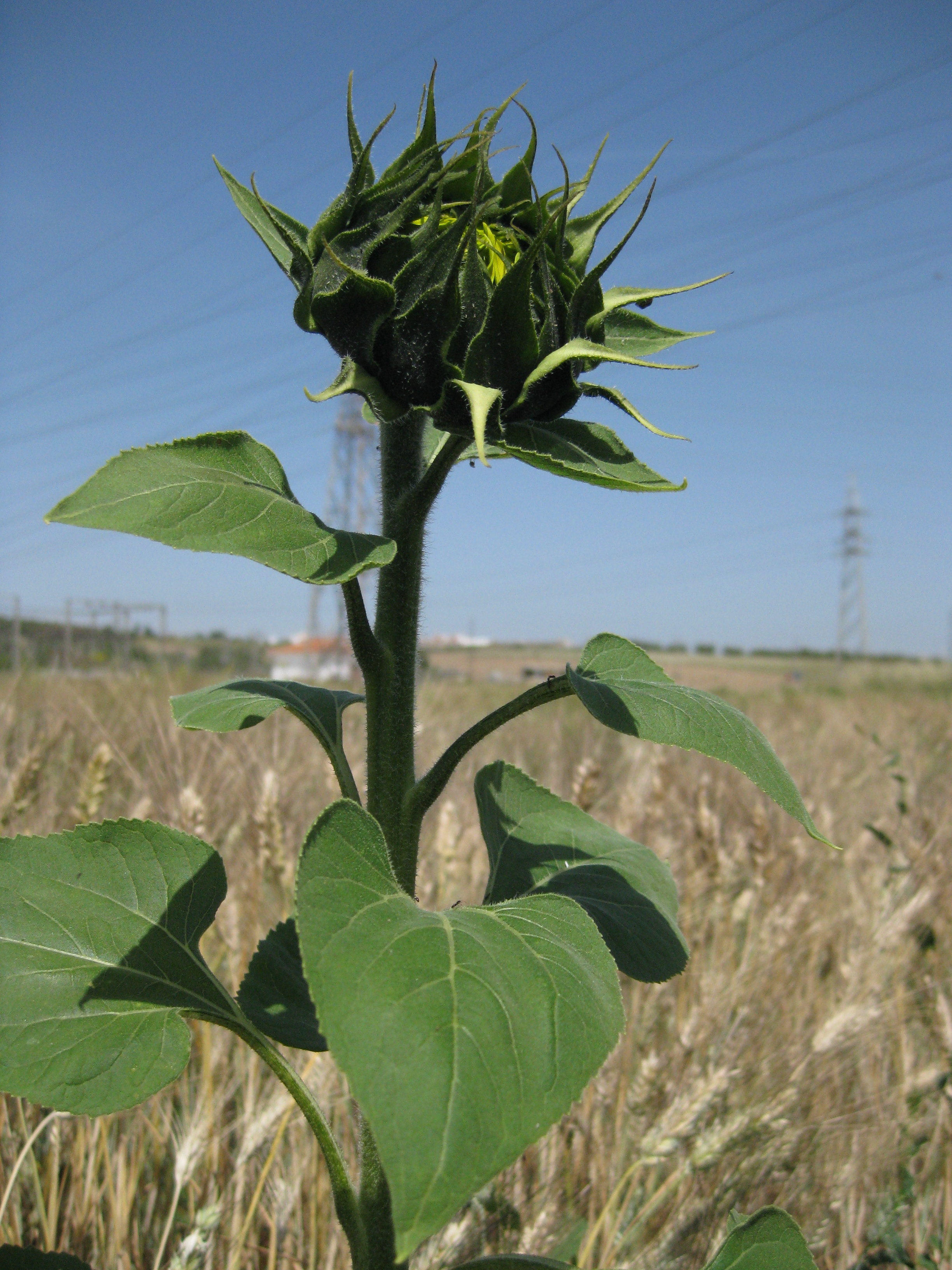
Knospiger Blütenkorb

## Ökologie

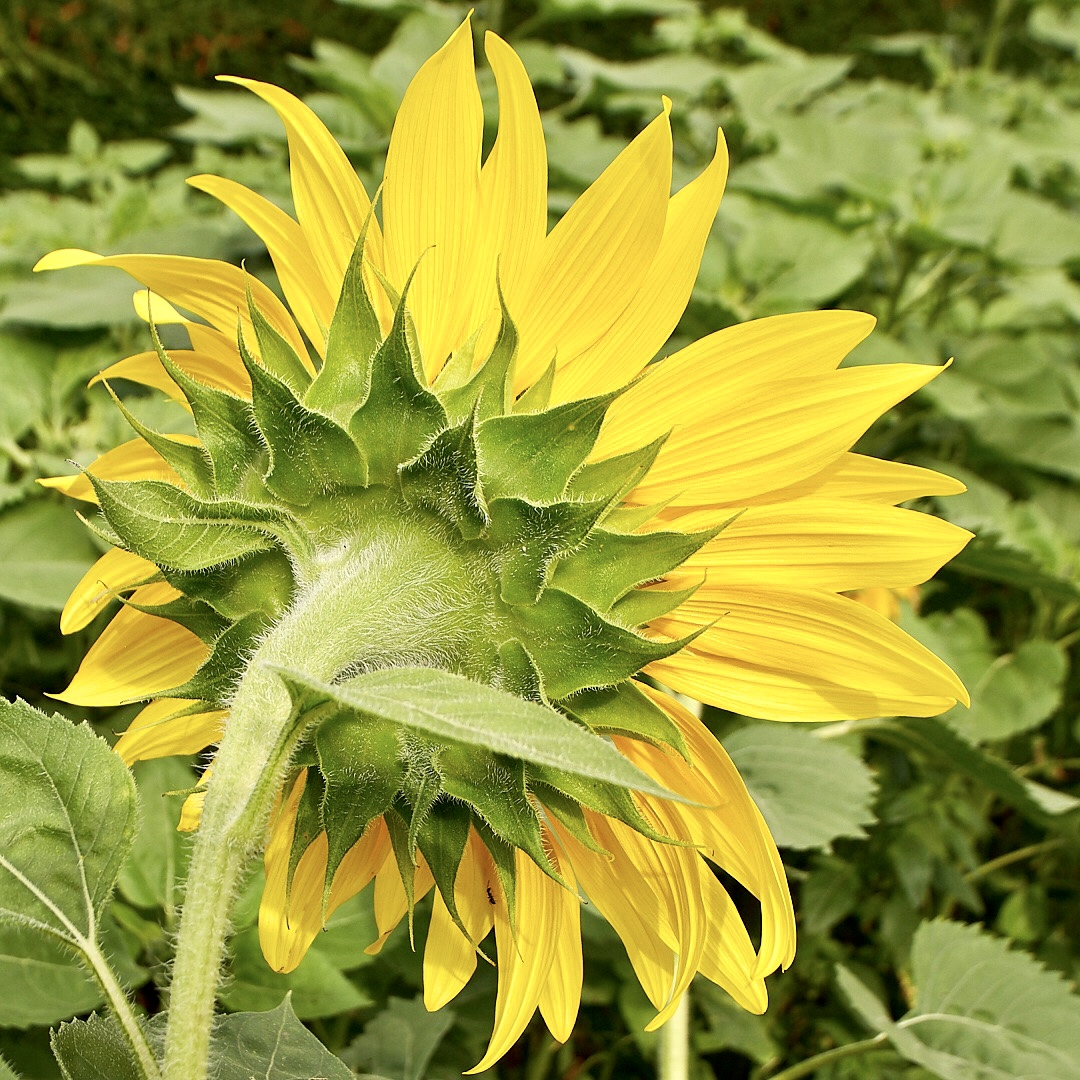
Sonnenblumenstiel und Blütenkelch bilden einen 120° Winkel, damit die Sonnenblumenblüte mit einem Winkel von 30° über dem Horizont viel Sonnenlicht aufnehmen kann. Belastungsfestigkeit beim Winkel erreicht die Blume durch Stielverdickung. Abwehrhaare schützen gegen das Vordringen von Fressfeinden zur Blüte.

Die Gewöhnliche Sonnenblume ist eine bis zu 2 Meter tief wurzelnde einjährige kultivierte Pflanze. Sie ist sehr photosyntheseaktiv; eine große Pflanze bindet pro Tag das in einem Raum von 100 Kubikmetern vorhandene Kohlendioxid. Allerdings sind die Pflanzen sehr lichtabhängig d. h., die Netto-Photosyntheserate steht in direktem Verhältnis zum Logarithmus der Lichtintensität, deshalb bleiben bereits geringfügig schlechter besonnte Pflanzen wesentlich kleiner. Sie ist eine typische Pflanze warmer Standorte, d. h., sie ist ein Wärmekeimer, sie hat ihr maximales Wachstum bei 20 Grad Celsius und ihre Keimblätter legen sich nachts zusammen.
Blütenökologisch sind die Scheinblüten (Pseudanthium) große „Körbchenblumen“, die oft aus über 15.000 Einzelblüten bestehen. Die Blüten sind vormännlich. Die zungenförmigen Randblüten sind steril und haben eine hohe UV-Reflexion. Die Scheibenblüten sind zwittrig. Die Bestäubung erfolgt durch verschiedene Insekten. Der Nektar hat zur Zeit der Hauptproduktion zwischen 10 und 14 Uhr auch den höchsten Zuckergehalt von 35 %. Die Blütenkörbe richten sich fast immer auf „Mittag“ ein; die Sonnenblumen sind also Kompasspflanzen.
Die Eigenart der Pflanze, sich immer dem Sonnenlicht zuzuwenden, nennt man Heliotropismus. An sonnigen Tagen verfolgt die Knospe die Sonne von Ost nach West, während sie sich nachts oder in der Morgendämmerung nach Osten zurückdreht. Es drehen sich jedoch nur die Blätter und Knospen der jungen Pflanze zur Sonne. Blüten und Fruchtstände tun dies nicht mehr. Diese weisen in der Regel nach Osten. Der Stamm verhärtet am Ende der Knospenstufe seine östliche Ausrichtung und, wenn die Überstrahlungsstufe erreicht wird, „friert“ der Stamm sie gewissermaßen ein. Blühende Sonnenblumen sind nicht mehr heliotrop, und die meisten Köpfe zeigen in Richtung des Sonnenaufgangs.
Die Blütezeit reicht von Ende Juni/Juli bis September.
Die Früchte sind Achänen ohne Pappus, dafür befinden sich auf dem Korbboden viele harte Spreublätter als Tragblätter der Einzelblüten; diese dienen der katapultartigen Ausbreitung der Früchte, besonders bei der Bearbeitung durch Vögel. Dazu kommt eine Versteckausbreitung z. B. durch Mäuse. Außerdem breiten sich die Früchte als Regenschwemmlinge aus. Die Achänen sind Licht- und Wärmekeimer.
Die Laubblätter werden vom Sonnenblumenrost befallen.

## Vorkommen
Die Gewöhnliche Sonnenblume gilt als ursprünglich im südlichen Kanada (Alberta, British Columbia, Manitoba, Saskatchewan), in allen US-Bundesstaaten und in den mexikanischen Bundesstaaten Baja California, Chihuahua, Coahuila, Durango, Nuevo León, Sonora und Tamaulipas beheimatet. In den übrigen Bundesstaaten oder Provinzen Kanadas, in New Brunswick, Nova Scotia, Ontario, Prince Edward Island, Québec und Nordwest-Territorien  ist sie ein Neophyt.

## Herkunft
Die wilde Sonnenblume war ursprünglich von Nord- bis Mittelamerika verbreitet. Archäologische Ergebnisse zeigen, dass die Sonnenblume etwa 2500 v. Chr. in der Region des Mississippi und auch in Mexiko-Stadt angebaut wurde. Francisco Pizarro beobachtete Inkas, welche die Sonnenblume als Abbild ihres Gottes verehrten.
Samen der Sonnenblume wurden 1552 von spanischen Seefahrern aus Amerika nach Europa gebracht, wo sie zunächst als Zierpflanze angebaut wurde. Eines der ersten Kräuterbücher, das von der Pflanze als „Groß Indianisch Sonnenblum“ oder „Flos Solis Peruvianus“ berichtet, ist das Kreutterbuch von Pietro Andrea Mattioli aus dem Jahr 1590, das Joachim Camerarius der Jüngere bearbeitet und übersetzt hat. Er schreibt dort auf Seite 262: „Anno 1584 haben wir allhie Blumen gehabt“. Seit diesem Jahr war also die Sonnenblume in deutschen und europäischen Gärten bekannt. Das bestätigt die Angabe von Camerarius im Hortus Medicus aus dem Jahr 1588, Seite 61 über „Chrysanthemum Peruvianum“: Nostris hortis iam familiaris planta (dt.: „Ist in unseren Gärten schon bekannt“). Auch Rembert Dodoens hatte schon 1568 von dieser Pflanze berichtet und sie als Chrysanthemum perunianum abgebildet.

## Ursprung des Namens
Der botanische Gattungsname Helianthus, leitet sich von den griechischen Wörtern helios für „Sonne“ und anthos für „Blume“ ab. Der Name stammt aus der griechischen Mythologie und ist in einem Gedicht von Ovid in seinem Werke  "Metamorphosen 4" überliefert: Einst verliebte sich das Mädchen Klytia in den Gott Apollon. Dieser verschmähte Klytia und daraufhin setzte sie sich nackt auf einen Felsen nieder, aß und trank nichts und beklagte ihr Unglück. Die Verliebte schaute neun Tage Apollon zu, wie der seinen Wagen über den Himmel bewegte. Dann wurde ihr Herzeleid zu gelben und braunen Farben: Sie verwandelte sich in eine „Sonnenblume“, die ihre Blüte stets nach der Sonne (Apollos Sonnenwagen) drehte. Da die als Sonnenblume bezeichnete Pflanzenart aus Amerika stammt, muss die Pflanze aus der griechischen Mythologie etwas anderes gewesen sein; eventuell eine mediterrane Art der Gänsedistel (bspw.: Knollengänsedistel), da hier gelbe Blüten und Phototropismus gegeben sind. Andere Deutungen waren Arten der Sonnenwende, der Alpenveilchen, der Wegwarten oder der Sonnenröschen (Helianthemum !).
Das Artepitheton annuus leitet sich von der Bezeichnung für „jährlich“ ab und bezieht sich auf die einjährige Vegetationsphase.

## Anbau

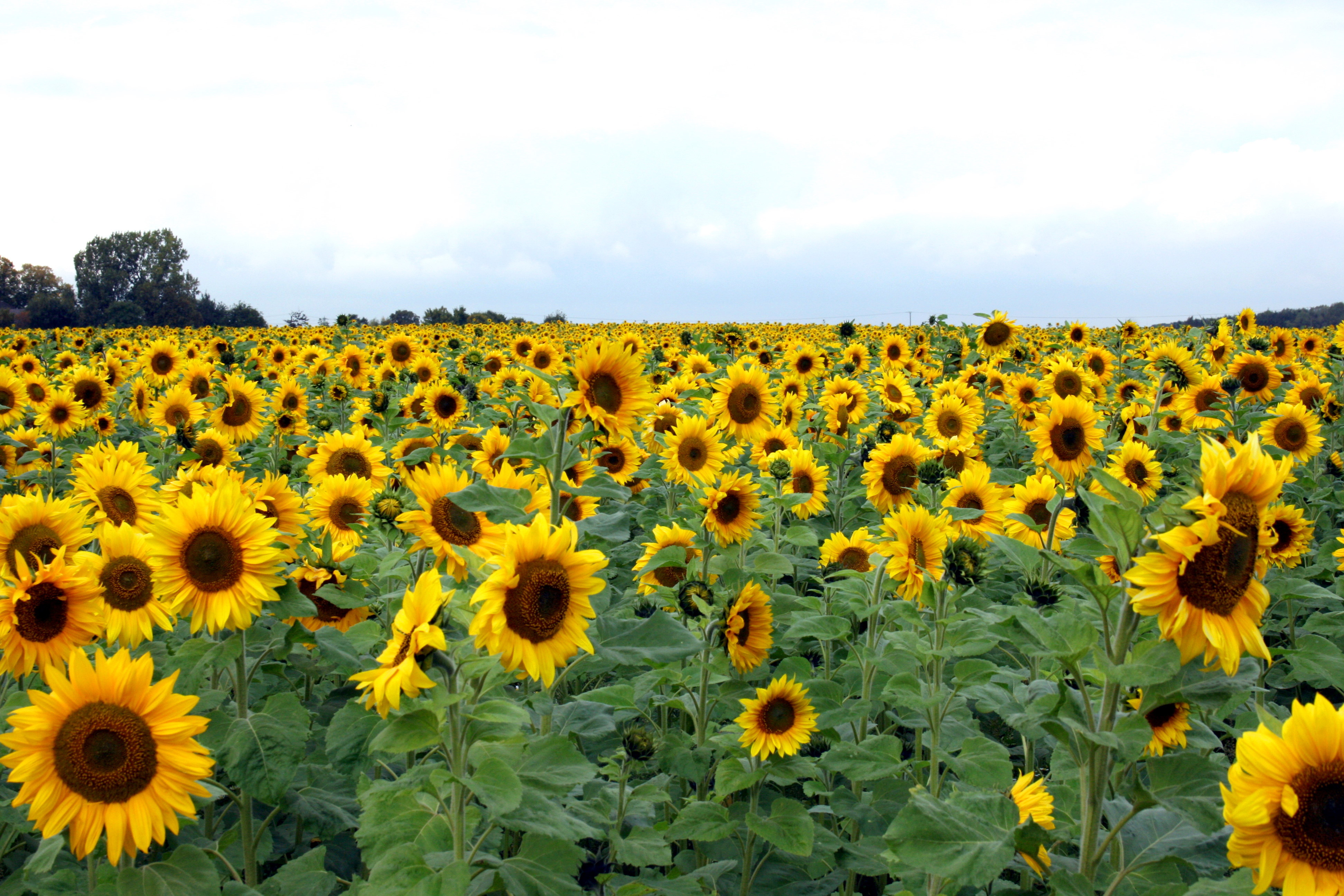
Sonnenblumenfeld

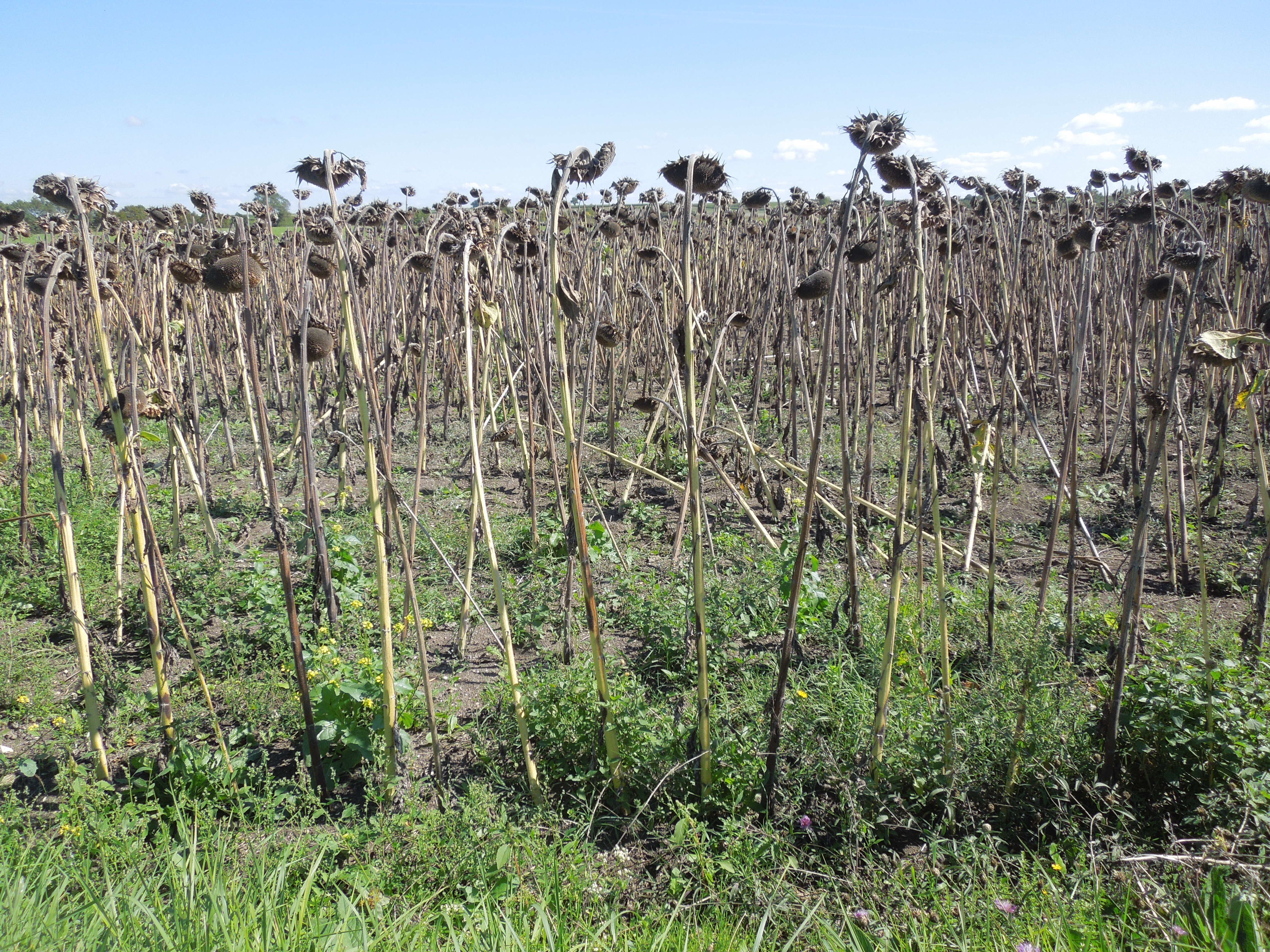
Sonnenblumenfeld kurz vor der Ernte

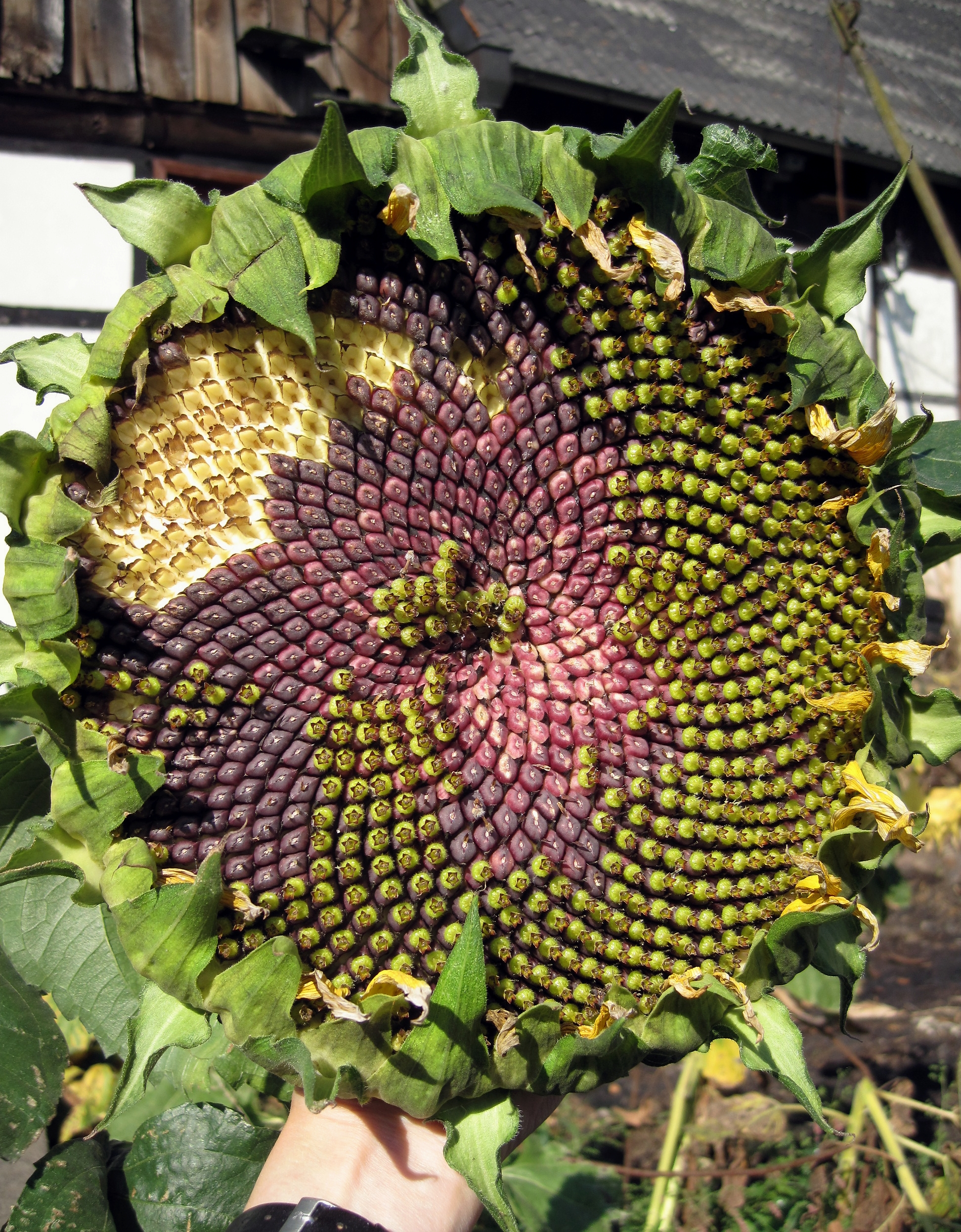
Weit fortgeschrittener Blütenstand einer Sonnenblume

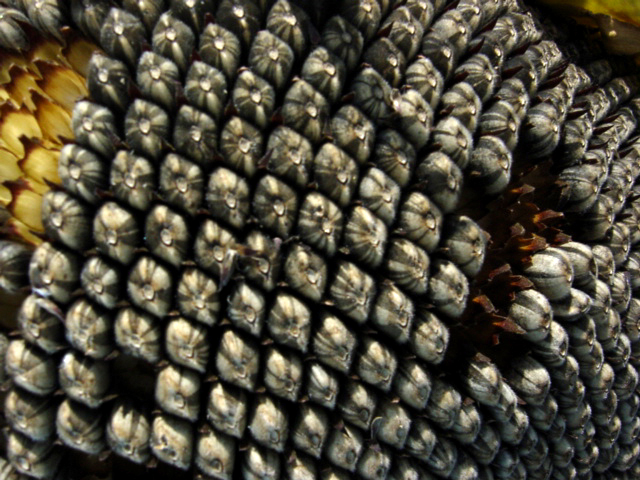
Sonnenblumenkerne in einem Blütenstand

Voraussetzung zum erfolgreichen Anbau zu Nutzzwecken ist ein tiefgründiger, humus- und nährstoffreicher Boden (insbesondere Kalium und Bor, Stickstoffdüngung ca. 100 kg N/ha) mit ausreichender Wasserversorgung (Wasserbedarf 400 bis 500 ml) und einer Wärmesumme während der Vegetationszeit der Sonnenblume von April bis September von mindestens 14 °C (bezogen auf eine Bezugstemperatur von 6 °C, wenigstens jedoch 5 °C). Die Aussaat erfolgt bei 7 bis 8 °C Bodentemperatur Anfang April mit einem Reihenabstand von 75 cm und einem Abstand in der Reihe von 45 cm. Zwecks Anschluss an das Kapillarwasser des Bodens und zur Gewährleistung eines sicheren Auflaufes ist eine Saattiefe von 4 bis 6 cm anzustreben. Bei einer Saatdichte von 6 bis 7 Pflanzen/Quadratmeter wachsen dann pro Hektar 60.000 bis 70.000 Sonnenblumen. Eine Unkrautbekämpfung ist bis zum Reihenschluss angezeigt, danach ist sie aufgrund hoher Konkurrenzkraft entbehrlich. Der Bestand ist erntereif, sobald die Kornfeuchte zwischen 12 und 18 % liegt. Äußerlich sichtbare Zeichen der Erntefähigkeit sind abgestorbene Blätter und gelb gefärbte Korbunterseiten. Die Ernte erfolgt mit auf die speziellen Anforderungen des Sonnenblumendrusches umgerüsteten Mähdreschern.
Weltweit wurden 2021 Sonnenblumen auf 29,5 Mio. ha angebaut. Die Sonnenblume ist damit die Ölpflanze, die weltweit die drittgrößte Anbaufläche einnimmt, nach Sojabohnen (129,5 Mio. ha) und Raps (36,8 Mio. ha) und vor Ölpalmen und Olivenbäumen.
In Österreich wurden 2021 Sonnenblumen auf einer Fläche von 24.680 Hektar angebaut, in der Schweiz lediglich auf 4.833 ha.
In Deutschland galt zuletzt Saatgut für Sonnenblumen als Mangelware. Grund ist der Krieg in der Ukraine, die nicht nur zu den größten Produzenten von Sonnenblumenkernen gehört, sondern auch Saatgut exportiert. In einstigen Hauptanbaugebieten wie der Region rund um Freiburg im Breisgau wurde Landwirten deshalb von Fachverbänden nicht zum Anbau von Sonnenblumen geraten.

## Wirtschaftliche Bedeutung
Laut der FAO wurden im Jahr 2022 weltweit 54.285.948 Tonnen Sonnenblumenkerne geerntet. Die zehn größten Produzenten brachten 84,5 % der Welternte ein. Die Werte für Österreich, Deutschland und der Schweiz sind zum Vergleich aufgeführt.
| Rang | Land                | Menge (in t) |
| ---- | ------------------- | ------------ |
| 1    | Russland            | 16.362.215   |
| 2    | Ukraine             | 11.328.740   |
| 3    | Argentinien         | 4.050.362    |
| 4    | Volksrepublik China | 2.930.000    |
| 5    | Türkei              | 2.550.000    |
| 6    | Bulgarien           | 2.140.590    |
| 7    | Rumänien            | 2.106.570    |
| 8    | Frankreich          | 1.798.380    |
| 9    | Kasachstan          | 1.304.342    |
| 10   | Ungarn              | 1.286.200    |
|      | Summe Top Ten       | 45.857.399   |
| …    |                     |              |
| 24   | Deutschland         | 161.200      |
| 31   | Österreich          | 57.000       |
| 45   | Schweiz             | 14.225       |

## Nutzung

### Sonnenblumenkerne

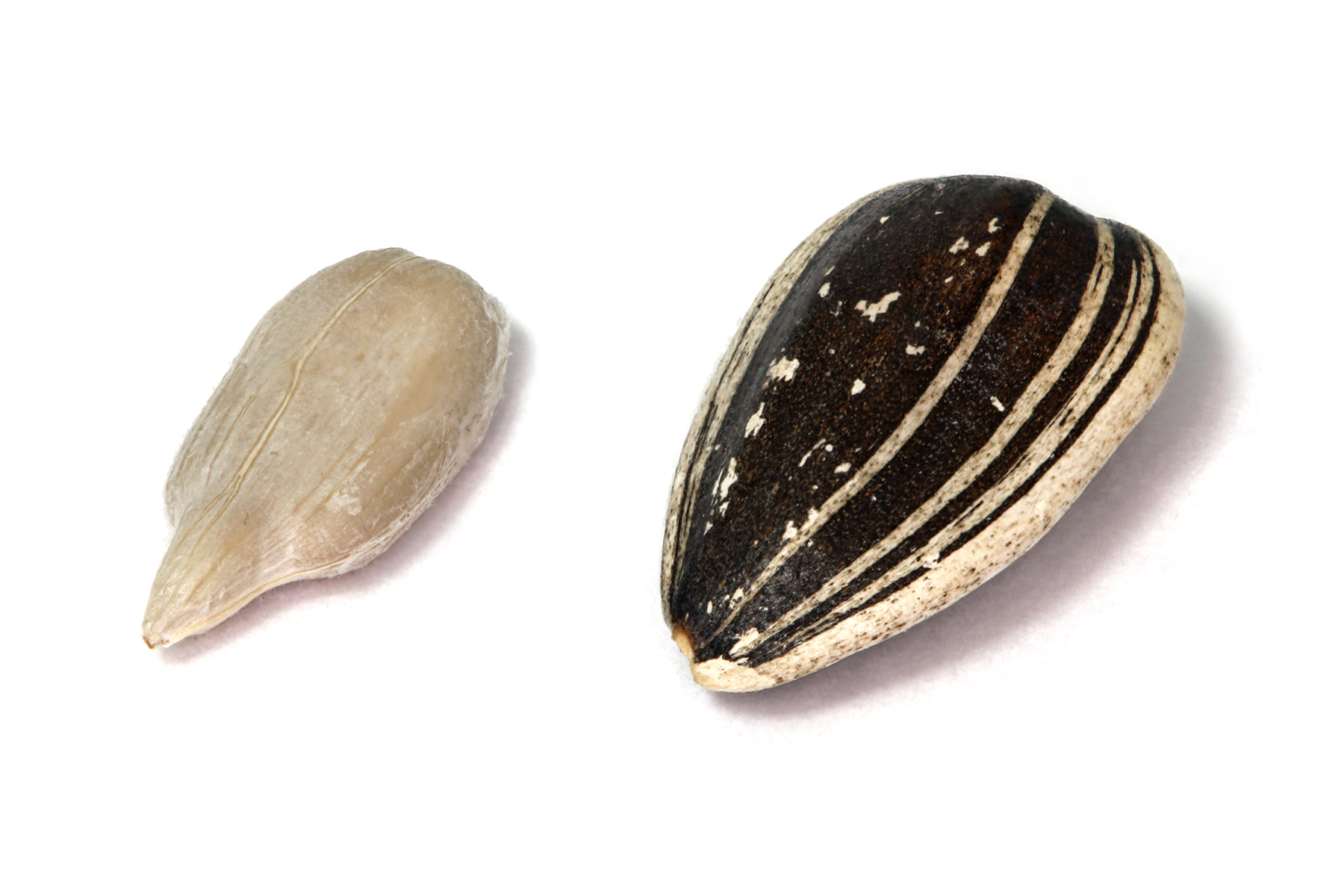
Sonnenblumenkern ohne und mit Schale

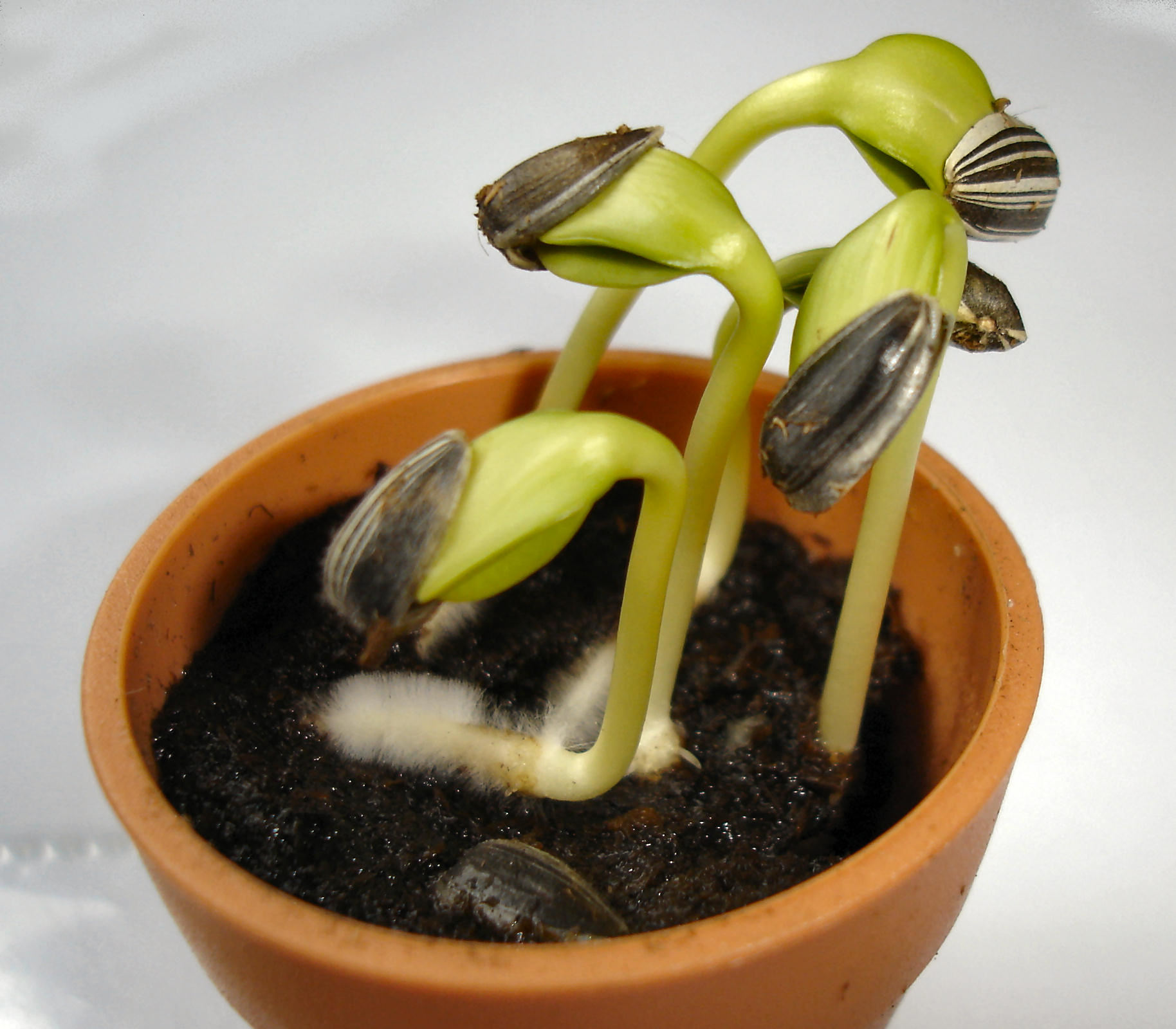
Keimlinge

Ab dem 17. Jahrhundert verwendete man die Kerne für Backwaren oder geröstet als Ersatz für Kaffee und Trinkschokolade. In Russland und auf dem Balkan werden geröstete Sonnenblumenkerne als sogenannte „Semetschki“ gegessen. Ein ähnliches Produkt, die „pipas de girasol“, ist in Spanien sehr beliebt und in der Türkei ist das Produkt unter dem Namen „Çekirdek“ bekannt. Die gerösteten  Sonnenblumenkerne sind abgepackt in Tüten zu kaufen und werden unterwegs zerbissen und gegessen, die Schalen werden ausgespuckt.
Sonnenblumenkerne werden auch zur Keimung verwendet und entfalten dabei umso mehr ihre Inhaltsstoffe. Daneben spielt die Verwendung als Vogelfutter eine große Rolle. Hauptanbauländer waren 2017 die Ukraine, Russland und Argentinien.
Geschälte Sonnenblumenkerne sind Bestandteil vieler Müslimischungen. Sie sind oft (teils geröstet) Bestandteil von Backwaren und Süßwaren.

#### Durchschnittliche Zusammensetzung
Die Zusammensetzung von Sonnenblumenkernen schwankt naturgemäß, sowohl in Abhängigkeit von den Umweltbedingungen (Boden, Klima) als auch von der Anbautechnik (Düngung, Pflanzenschutz).
Angaben je 100 g reifer, getrockneter Sonnenblumensamen:
| Bestandteile    |        |
| --------------- | ------ |
| Wasser          | 6,6 g  |
| Eiweiß 1        | 22,5 g |
| Fett            | 49,0 g |
| Kohlenhydrate 2 | 12,3 g |
| Ballaststoffe   | 6,3 g  |

| Mineralstoffe |        |
| ------------- | ------ |
| Natrium       | 2 mg   |
| Kalium        | 725 mg |
| Magnesium     | 420 mg |
| Calcium       | 100 mg |
| Mangan        | 2,8 mg |
| Eisen         | 6,3 mg |
| Kupfer        | 1,7 mg |
| Zink          | 5,6 mg |
| Phosphor      | 620 mg |

| Vitamine               |         |
| ---------------------- | ------- |
| Thiamin (Vit. B1)      | 1900 µg |
| Riboflavin (Vit. B2)   | 140 µg  |
| Nicotinsäure (Vit. B3) | 4100 µg |
| Vitamin B6             | 605 µg  |
| Vitamin C              | 0 µg    |

| Essentielle und semi-essentielle Aminosäuren |         |
| -------------------------------------------- | ------- |
| Arginin 3                                    | 2200 mg |
| Histidin 3                                   | 630 mg  |
| Isoleucin                                    | 1370 mg |
| Leucin                                       | 1710 mg |
| Lysin                                        | 890 mg  |
| Methionin                                    | 490 mg  |
| Phenylalanin                                 | 1260 mg |
| Threonin                                     | 910 mg  |
| Tryptophan                                   | 310 mg  |
| Tyrosin                                      | 650 mg  |
| Valin                                        | 1260 mg |

1 mg = 1000 µg

Die Sonnenblume im Zeitraffer

Der physiologische Brennwert beträgt 2405 kJ, entsprechend 580 kcal je 100 g essbarem Anteil.

### Sonnenblumenkernmehl
Ein aus Sonnenblumenkernen gewonnenes, meist entfettetes und eiweißreiches Mehl wird für Anreicherungszwecke in der Lebensmittelindustrie, vornehmlich in der Backwarenproduktion, verwendet. Es besitzt einen nussartigen Geschmack.

### Sonnenblumenöl

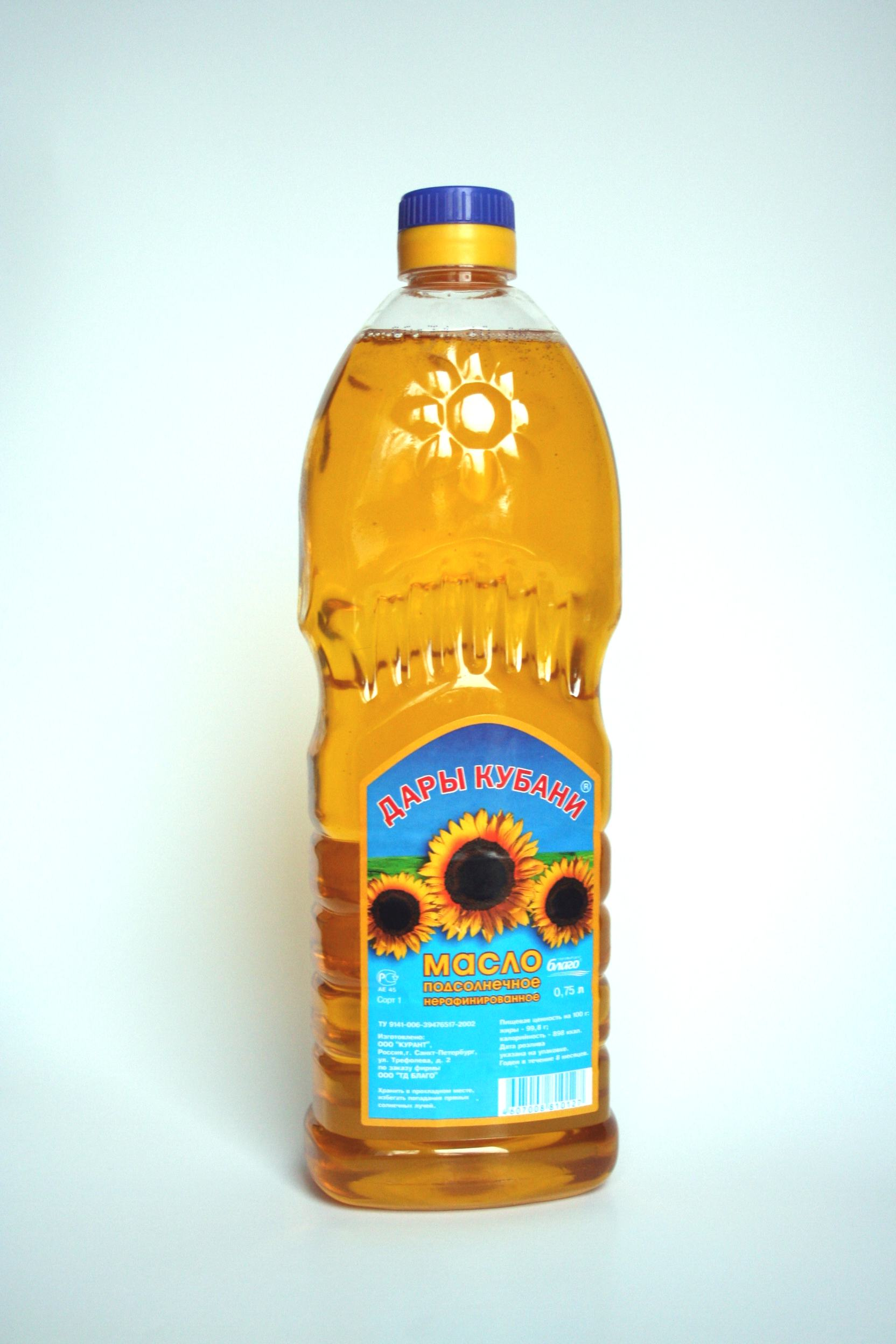
Eine Flasche Sonnenblumenöl

Erst seit dem 19. Jahrhundert wird die Sonnenblume auch als Ölpflanze genutzt.
Das Sonnenblumenöl ist wertvoll für die menschliche Ernährung, sollte aber wegen des hohen Gehalts an mehrfach ungesättigten Fettsäuren nicht als Frittieröl verwendet werden (mit Ausnahme der high-oleic-Varianten). Bei landwirtschaftlich genutzten Sonnenblumen liegt der Ölgehalt der Frucht zwischen 48 und 52 %. Sonnenblumenöl, gepresst aus den Samen, wird zum Kochen verwendet. Unraffiniertes Öl, wie es in osteuropäischen Ländern häufiger anzutreffen ist, weist im Gegensatz zu raffiniertem Öl einen starken Eigengeschmack auf und eignet sich daher besonders als Geschmacksträger für die Zubereitung von warmen Speisen und Salaten. Raffiniertes Öl kann in Schmieröl, Treibstoffen und Weichmachern verwendet werden. Die Pressrückstände bzw. das entfettete Mehl können als Viehfutter dienen.
Neben der Verwendung als Speiseöl wird Sonnenblumenöl auch in Pharmazie und Medizin sowie für industrielle Verwendungen eingesetzt. In der Pharmazie stellt das Öl ein Füllmaterial in Weichgelatinekapseln dar, daneben wird es für Salben und Cremes verwendet und kann Olivenöl oder Erdnussöl in Medizinprodukten ersetzen. Traditionell angewendet wird Sonnenblumenöl bei Verstopfung sowie äußerlich zur Wundbehandlung und bei Rheuma.
Industriell wird Sonnenblumenöl für Farben und Lacke verwendet, zudem ist es in Öl- und Künstlerfarben enthalten. Auch in der Lederbearbeitung und in der Tuchfabrikation (Konservierungsmittel) wird es eingesetzt. Als Biokraftstoff kann reines Sonnenblumenöl als Pflanzenölkraftstoff eingesetzt werden, anders als bei Rapsölkraftstoff sind die Kraftstoffqualitäten jedoch nur wenig erforscht, weshalb die Ermäßigung der Mineralölsteuer entfällt. Üblich ist dagegen die Erzeugung von Biodiesel aus Sonnenblumenöl, auch wenn der relative Anteil an Sonnenblumenöl bei der Biodieselherstellung zugunsten von Altspeiseölen in den letzten Jahren stetig sank. 2017 lag der Anteil an Sonnenblumenöl bei der Biodieselherstellung in der EU nur noch bei einem Prozent.

### Sonnenblumenstroh
Als Sonnenblumenstroh werden die Stängel bezeichnet, die nach der Ernte als Ernterückstände verbleiben.
Bei der Sonnenblume beträgt das Korn-Stroh-Verhältnis etwa 1:4,1, sodass bei einem mittleren Kornertrag von etwa 2,5 t pro ha und Jahr theoretisch 10 t Ernterückstände in Form von Stroh an dem Feld zurückbleiben. Es ist anzunehmen, dass die Bergequote wie bei anderen Strohgütern deutlich geringer ausfällt, entsprechende Erfahrungen liegen jedoch nicht vor.
Eine Nutzung von Sonnenblumenstroh erfolgt aufgrund des sehr hohen Wassergehaltes der dicken Stängel sowie des sehr hohen Aschegehalts von 10 % und anderer für die Verbrennung nachteiliger Eigenschaften in der Regel nicht. Es hat einen Brennwert von 16,9 MJ/kg.
In der Tiefebene Ungarns werden aus den Stängeln Querflöten und andere Flöten hergestellt.

### Sonnenblumensprossen
In vielen Ländern, insbesondere in Asien, werden Sonnenblumensprossen wie Gemüse gegessen.

## Nachgesagte Wirkung
In der russischen und ukrainischen Volksmedizin wird Sonnenblumenöl für Ölkuren verwendet. Bei dieser (auch als Ölziehen bezeichneten) Praktik soll der Körper entgiftet und entschlackt werden. 
Es gibt keine Belege für eine medizinische Wirkung.

## Sorten
Die Sonnenblumen-Sorten lassen sich in vier Typen unterteilen:
- Der Öltyp weist besonders viele Röhrenblüten auf. Die Sonnenblumenkerne besitzen einen sehr geringen Schalenanteil. Für einen Liter Öl werden die Kerne von rund 60 Sonnenblumen benötigt.
- Der Futtertyp bildet besonders viel Blattsubstanz aus. Er findet Verwendung als Grünfutterpflanze und zur Silagegewinnung sowie im Stoppelfruchtanbau zur Gründüngung.
- Der Ziertyp wächst in Gärten und besitzt oft mehrere Blütenstände pro Pflanze.
- Der Speisetyp zeichnet sich durch große und locker sitzende Kerne aus. Zu erwähnen sind auch neue transgene Sorten, die gegen einige Krankheiten immun sind.

Zwergsorten erreichen Wuchshöhen bis zu 70 cm. Sie sind standfester als die meterhoch wachsenden Sonnenblumensorten und bieten sich für Balkonkästen an. Zu den Sorten gehören:
- 'Sunspot', die goldgelb blüht und 40 bis 60 cm hoch wird und
- 'Double Dandy', die halbgefüllte, pollenfreie rote Blüten hat und etwa 60 cm hoch wird.

Hochwachsende Sorten sind:
- 'Ring of Fire', bis zu 120 cm hoch, rot-gelb geflammte Blütenblätter;
- 'Sunrich Orange', bis zu 170 cm hoch, orange Blüten;
- 'Titan', bis zu 3,50 m hoch, leuchtend gelbe Blüten;
- 'King Kong', bis über 4 m hoch mit großen Blüten.

## Sonnenblumen in der bildenden Kunst

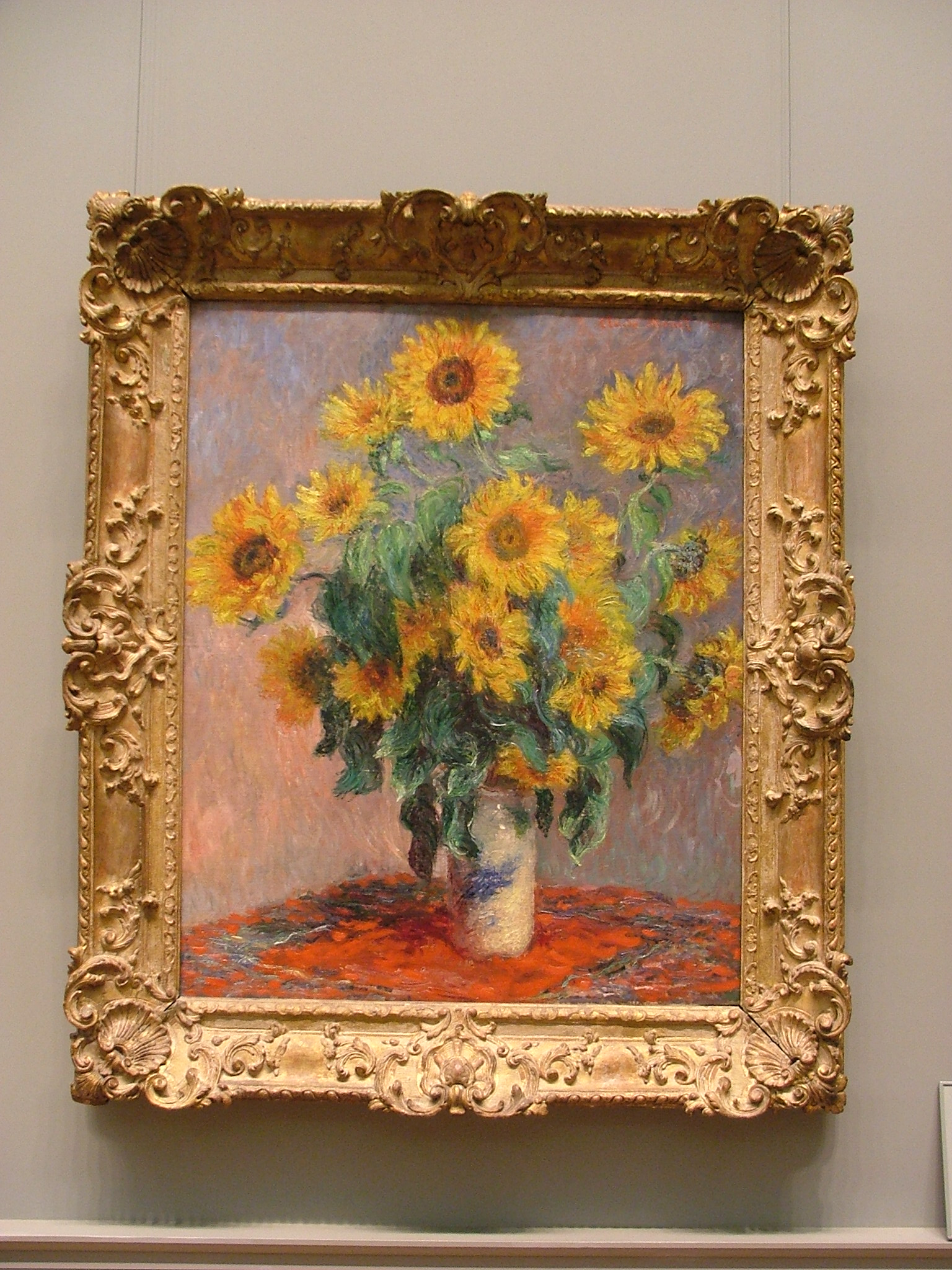
Claude Monet: Stillleben mit Sonnenblumen (1881)

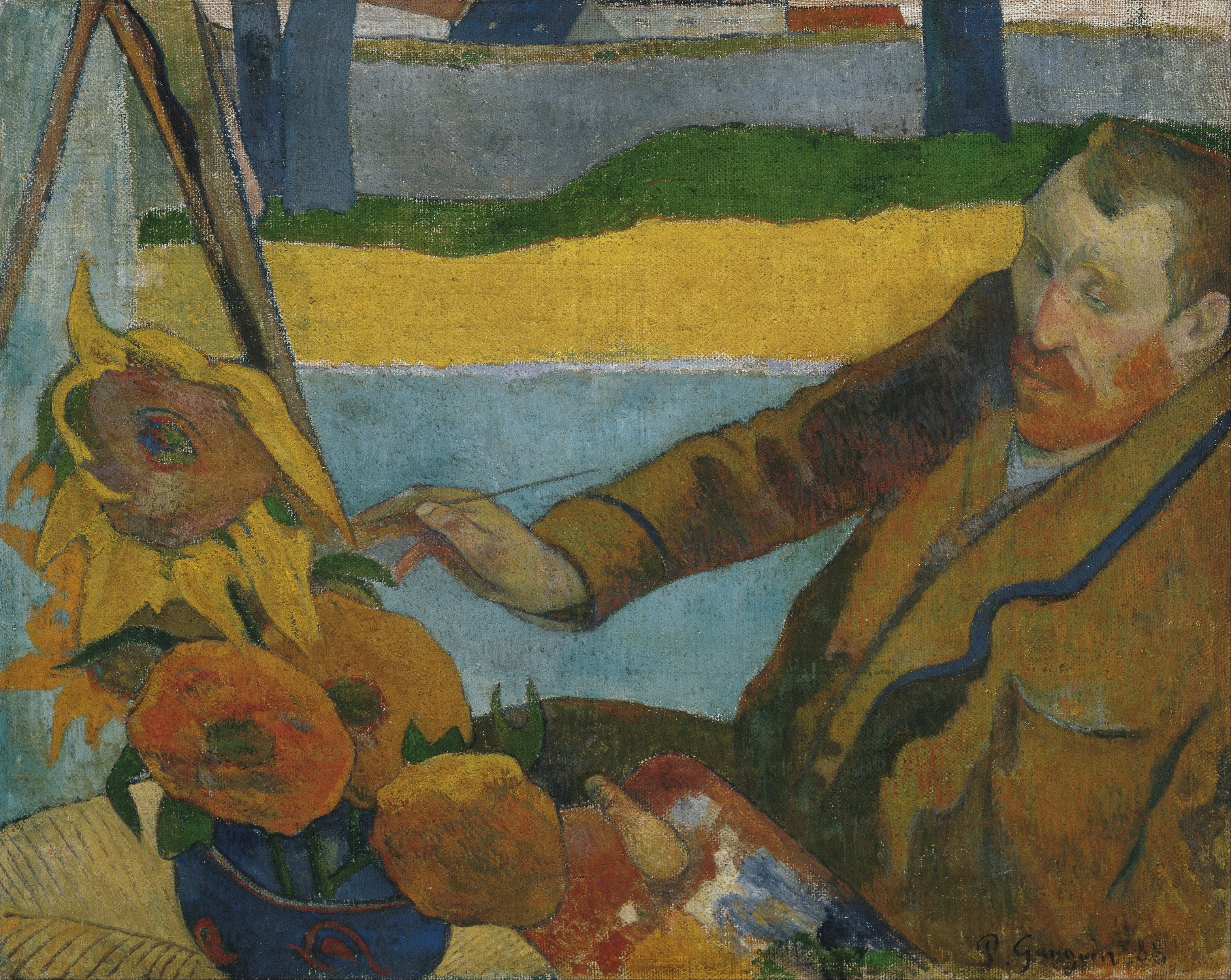
Paul Gauguin: Vincent van Gogh, Sonnenblumen malend

Die Sonnenblume ist ein häufig gebräuchliches Stilelement in der bildenden Kunst. Vor allem bei Stillleben mit floraler Darstellung ist die Sonnenblume oft gegenwärtig. Bekannt sind besonders die Bilder mit Sonnenblumen von Vincent van Gogh. Sie bilden eine Serie von sieben Gemälden mit den Titeln: Drei Sonnenblumen, Fünf Sonnenblumen, Zwölf Sonnenblumen in einer Vase und Fünfzehn Sonnenblumen. Bekannt ist auch das Ölgemälde „Die Sonnenblume“ von Gustav Klimt aus dem Jahr 1907, welches sich seit 2012 im Schloss Belvedere in Wien befindet.

Bilder der Serie von Vincent van Gogh:
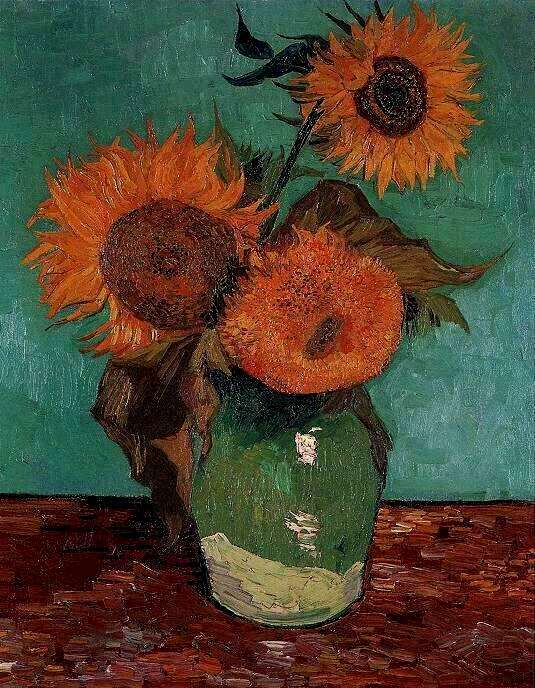
Drei Sonnenblumen
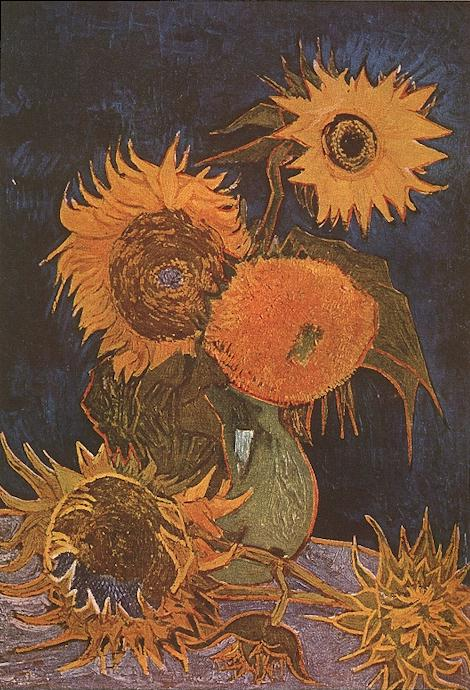
Fünf Sonnenblumen
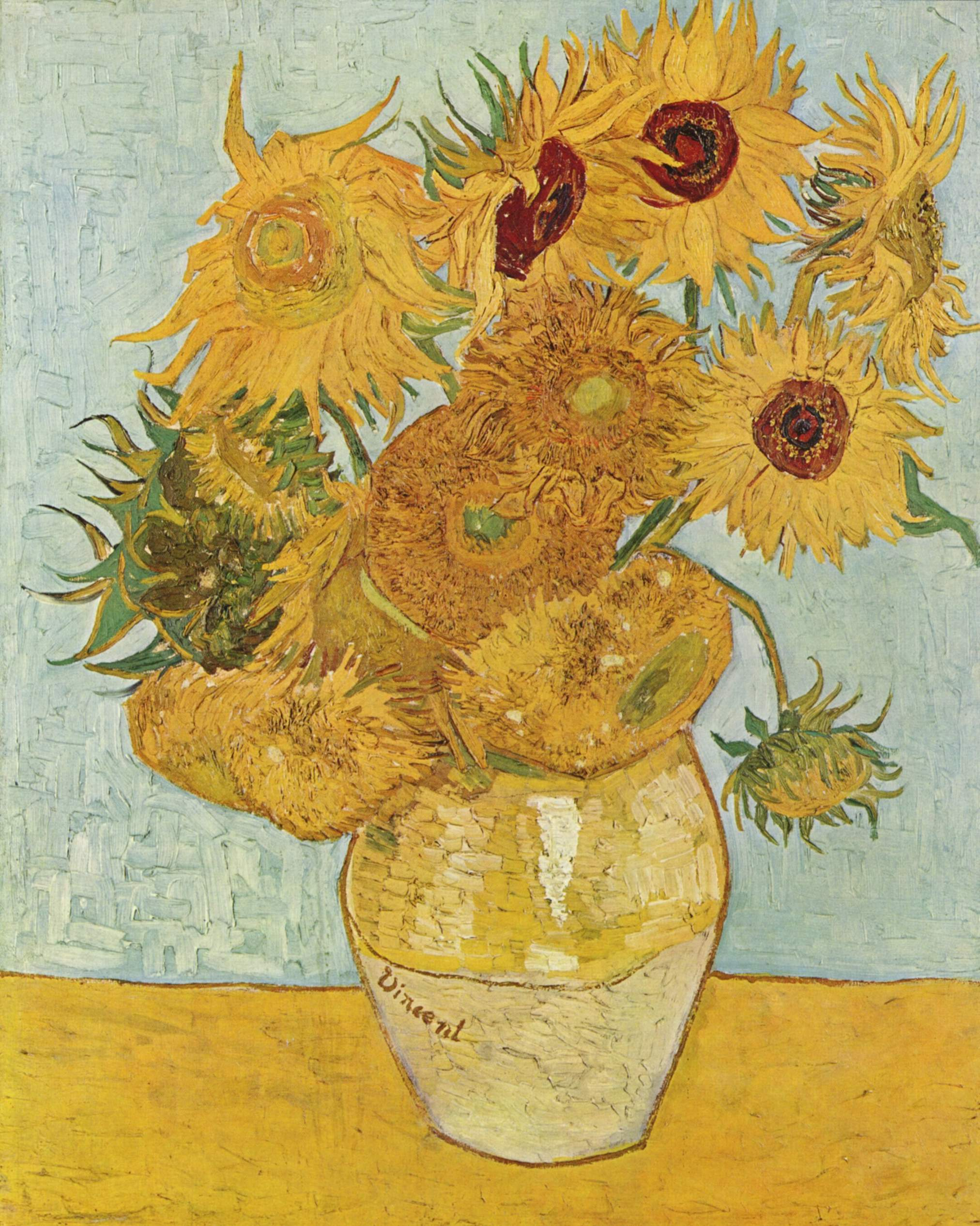
Zwölf Sonnenblumen in einer Vase
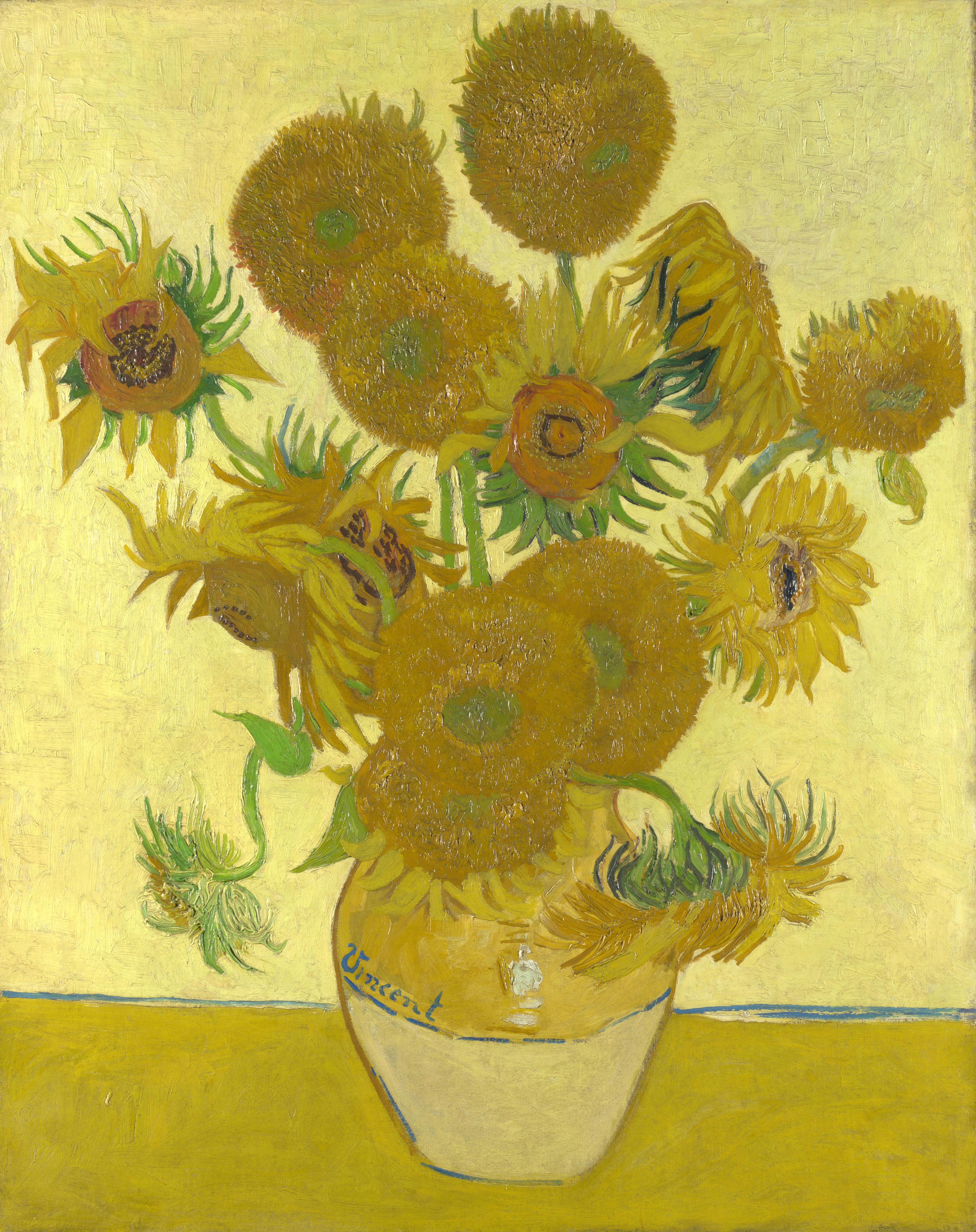
Fünfzehn Sonnenblumen
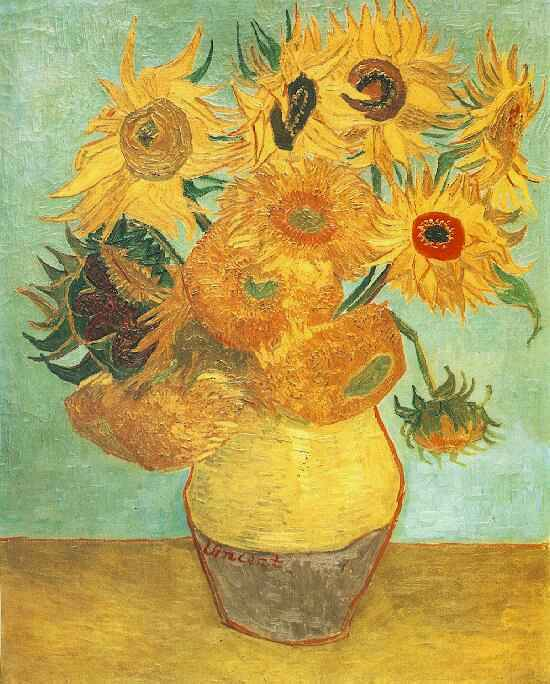
Zwölf Sonnenblumen
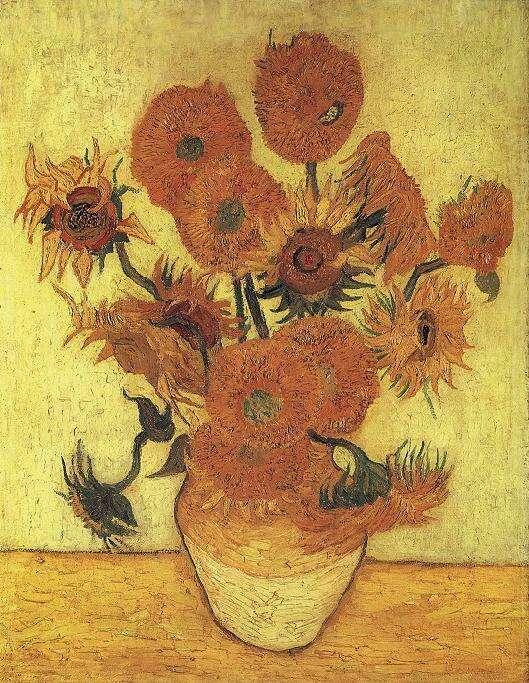
Fünfzehn Sonnenblumen
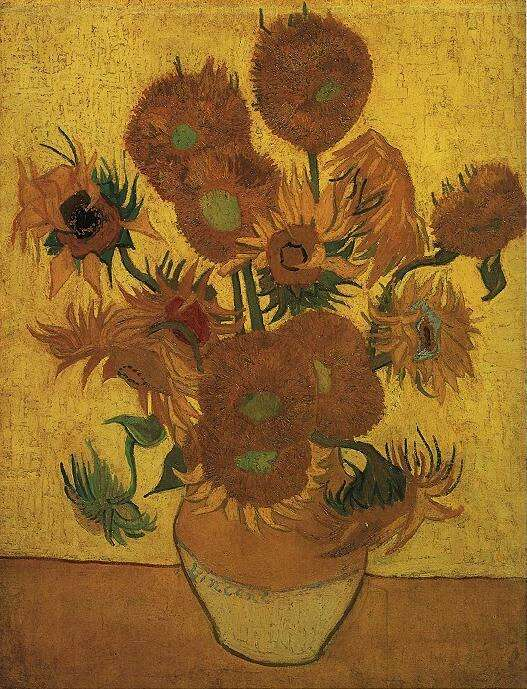
Fünfzehn Sonnenblumen

## Symbolisches
- Die Sonnenblume ist als „Helianth“ der Titel des bedeutendsten Romans von Albrecht Schaeffer.
- Sie ist ein Staatssymbol des US-Staates Kansas und eine der Stadtblumen von Kitakyūshū, Japan.
- Sie ist das Erkennungssymbol der politischen Partei Bündnis 90/Die Grünen sowie anderer internationaler und ökologisch orientierter Parteien aus den Neuen Sozialen Bewegungen.
- Sonnenblumen sind ein Zeichen der Hippiebewegung (Blumenkinder).
- Die Hidden Disabilities Sunflower ist ein Sonnenblumen-Symbol, mit dem Menschen mit nicht sichtbaren Behinderungen  diskret signalisieren können, dass sie Unterstützung, Verständnis oder mehr Zeit in Verkehrsmitteln, im öffentlichen Raum, in Geschäften, Theatern oder Kinos benötigen.
- Von 1982 bis 2002 waren niederländische 50-Gulden-Banknoten mit der Zonnebloem in Umlauf.[25]
- Das Sonnenblumengeländer ist ein Wahrzeichen Wiens und im gesamten Stadtgebiet anzutreffen.
- Drei Blüten sind im Wappen der Ortschaft Blumenhagen/Lkr. Peine.
- Die Blüten auf grünem Grund sind auch ein Erkennungszeichen für Menschen mit "unsichtbaren" Behinderungen.[26]

## Trivia
Der Guinness-Weltrekord für die höchste Sonnenblume liegt bei 9,17 Metern.